# أليخاندرو مورينو (لاعب كرة طائرة)
أليخاندرو مورينو (6 سبتمبر 1994 - ) (بالإسبانية: Alejandro Moreno)‏ هو لاعب كرة طائرة المكسيك.